# Kuryliwka (obwód charkowski)
Kuryliwka (ukr. Курилівка) – wieś na Ukrainie, w obwodzie charkowskim, w rejonie kupiańskim. W 2001 liczyła 3620 mieszkańców, spośród których 2835 posługiwało się językiem ukraińskim, 768 rosyjskim, 2 mołdawskim, 1 węgierskim, 6 białoruskim, 1 ormiańskim, 1 romskim, a 6 innym.